# Paestum
Paestum (på dansk nogle gange Pæstum) er en gammel græsk by i Italien. Da byen i 600-tallet før vores tidsregning blev grundlagt af græske kolonister, hed den Poseidonia, opkaldt efter den græske gud Poseidon.
I Paestum ligger tre velbevarede templer.
Paestum er en del af Nationalpark Cilento, Vallo di Diano og Alburni der også er verdensarvsområde.
- Wikimedia Commons har flere filer relateret til Paestum

40°25′12″N 15°00′20″Ø / 40.42°N 15.0056°Ø